# Ghost House Pictures
Ghost House Pictures er et amerikansk filmselskab grundlagt i 2002 af Robert Tapert og Sam Raimi, som normalt co-producerer film med Joe Drake og Nathan Kahane. Selskabet producerer gyserfilm som Don't Breathe, Evil Dead, Drag Me to Hell, Forbandelsen og 30 Days of Night.